# Joy Onaolapo
Joy Onaolapo est une sportive paralympique de force athlétique nigériane.

## Palmarès
Elle a remporté la médaille d'or dans la catégorie des moins de 52 kg de l'épreuve de force athlétique aux Jeux paralympiques d'été de 2012 à Londres.

## Décès
La mort d'Onaolapo a été confirmée en juillet 2013, à l'âge de 30 ans. L'ancien président nigérian Goodluck Jonathan décrit « la mort de l'athlète nigériane médaillée d'or, Mme Joy Onaolapo comme une grande perte pour la nation ». Son entraîneur Ijeoma Iheriobim, « décrit la défunte Onaolapo comme une athlète diligente et convaincue ».